# Philip Rosenberg
Pour les articles homonymes, voir Rosenberg.
Philip Rosenberg est un directeur artistique américain né le 15 janvier 1935  à New York (État de New York).

## Filmographie (sélection)
- 1971 : Le Dossier Anderson (The Anderson Tapes) de Sidney Lumet.
- 1976 : Network : Main basse sur la télévision (Network) de Sidney Lumet.
- 1976 : Next Stop, Greenwich Village de Paul Mazursky.
- 1978 : The Wiz de Sidney Lumet.
- 1979 : Que le spectacle commence (All That Jazz) de Bob Fosse.
- 1981 : L'Œil du témoin (Eyewitness) de Peter Yates.
- 1984 : À la recherche de Garbo (Garbo Talks) de Sidney Lumet.
- 1986 : Le Projet Manhattan (The Manhattan Project) de Marshall Brickman.
- 1987 : Éclair de lune (Moonstruck) de Norman Jewison.
- 1989 : Family Business de Sidney Lumet.
- 1990 : Contre-enquête (Q & A) de Sidney Lumet.
- 1993 : L'Affaire Pélican (The Pelican Brief) d'Alan J. Pakula.
- 1998 : Meurtre parfait (A Perfect Murder) d'Andrew Davis.
- 1999 : Hurricane Carter (The Hurricane) de Norman Jewison.
- 2002 : Dommage collatéral (Collateral Damage) d'Andrew Davis.

## Distinctions
- Oscar des meilleurs décors

### Récompenses
- en 1980 pour Que le spectacle commence

### Nominations
- en 1979 pour The Wiz